# Kavak (Samsun)
Kavak ist eine Stadtgemeinde (Belediye) im gleichnamigen İlçe (Landkreis) der Provinz Samsun an der türkischen Schwarzmeerküste und gleichzeitig eine Gemeinde der 1993 geschaffenen Büyüksehir belediyesi Samsun (Großstadtgemeinde/Metropolprovinz). Seit der Gebietsreform 2013 ist die Gemeinde flächen- und einwohnermäßig identisch mit dem Landkreis.
Die Stadt liegt ca. 33 km südwestlich des Zentrums der Provinzhauptstadt Samsun und grenzt als Binnenkreis (im Uhrzeigersinn beginnend im Süden) an Ladik, Havza, Bafra, die drei ehemaligen Hauptstadtgemeinden Atakum, İlkadım und Canik sowie Asarcık. Die im Stadtlogo manifestierte Jahreszahl (1934) dürfte ein Hinweis auf das Jahr der Erhebung zur Stadtgemeinde (Belediye) sein.
1934 wurde durch das Gesetz Nr. 2529 der Kaza Kavak als Vorläufer des Landkreises gebildet. Er bestand (bis) Ende 2012 aus der Kreisstadt und 85 Dörfern (Köy), die im Rahmen der Gebietsreform 2013 (Gesetz Nr. 6360) allesamt in Mahalle (Stadtviertel/Ortsteile) überführt wurden, an deren Spitze ein Muhtar als oberster Beamter stand. Die sechs Mahalle der Kreisstadt blieben unverändert erhalten.
Ende 2020 lebten durchschnittlich 232 Menschen in jedem dieser 91 Mahalle, 4.815 Einw. im bevölkerungsreichsten (Yaşar Doğu Mah.).